# ブテナフィン
ブテナフィン塩酸塩（butenafine hydrochloride）は、ベンジルアミン系抗真菌薬である。商品名メンタックス（Mentax）がある。アリルアミン系抗真菌薬のテルビナフィンの類縁体である。

## 性質、薬効
ブテナフィン塩酸塩は無臭の白色結晶で、メタノール、エタノールおよびクロロホルムによく溶け、水には僅かに溶ける。
アリルアミン系抗真菌薬のテルビナフィンと同様に、スクアレンエポキシダーゼを阻害することによりエルゴステロールの合成を阻害する。スクアレンエポキシダーゼは真菌の細胞膜に必要なステロールの合成に関与している酵素である。エルゴステロールの欠乏により細胞膜の浸透性が増大し、細胞含有物が漏出する。
M. furfur菌が原因の癜風、T. rubrum菌や T. tonsurans菌が原因の足白癬（水虫）・白癬（体部白癬）および頑癬（いんきん）の治療に使われる。ブテナフィンはテルビナフィン、ナフチフィン、クロトリマゾールおよびトルナフテートよりも優れた抗菌活性を有する。
1%クリームまたは液として使用される。